# Caminicella sporogenes
Caminicella sporogenes è una specie di batterio appartenente alla famiglia delle Clostridiaceae.